# 出水ぽすか
出水 ぽすか（でみず ぽすか、1988年1月17日 - ）は、日本の漫画家、イラストレーター。東京都在住。

## 来歴
2008年6月に『火炎の竜カゲロウ』で、第62回小学館新人コミック大賞児童部門佳作を受賞（「出水あすか」名義）。2016年11月、初の画集となる『出水ぽすかアートブック ポ〜ン』（パイインターナショナル刊）を出版した。2021年9月3日、白井カイウとコンビを組んだ作品を収録した『白井カイウ×出水ぽすか短編集』を刊行。
2022年1月、イラストコンテストプラットフォーム「GENSEKI」の理念に出水が共感し、出水自身も「理念を体現している」ことにより、サービスの公式サポーターに任命される。

## 作品リスト

### 漫画作品
| タイトル                                | 形式 | 掲載誌                                                                                  | 備考 |
| --------------------------------------- | ---- | --------------------------------------------------------------------------------------- | --- |
| さいきょーハムスター！まめ太            | 読切 | 小学館『別冊コロコロコミック』2009年2月号                                               | 出水あすか名義。デビュー作。                                                                              |
| パパとチャレンジ カンタン！工作屋さん   | 2回  | 小学館『コロコロイチバン!』2009年11月号、2010年1月号                                    | 原作：戸田拓夫                                                                                            |
| ワイルドドッヂ ボルタ                   | 読切 | 小学館『別冊コロコロコミック』2010年10月号                                              | |
| ワオスタディー漫画                      | 読切 | 未掲載。                                                                                | 広告として描かれた漫画。                                                                                  |
| ぐるっと！ギアギアン                    | 連載 | 小学館『てれびくん』2010年                                                              | バンダイホビー ギアギアンのコミカライズ作品。4コママンガ。公式イラストも担当。                            |
| お市                                    | 読切 | 未掲載。                                                                                | 『日本の歴史 まんが人物伝 戦国武将編』に収録。                                                            |
| 仙石秀久                                | 読切 | 未掲載。                                                                                | 同上。 |
| はなさけ!はなかっぱ                     | 連載 | 小学館『てれびくん』2011年2月号 - 2013年8月号                                           | 原作：あきやまただし                                                                                      |
| おもちゃタウン                          | 連載 | 小学館『てれびくん』2011年4月 - 2016年10月号                                            | |
| ズモモとヌペペのジッケン大発見          | 連載 | 小学館『コロコロイチバン！』2012年5月号 - 2013年1月号                                   | 原作：ルンパロ・チータ                                                                                    |
| ポケモントレッタ トレトレパーク         | 連載 | 小学館 てれびくん増刊『ポケモントレッタファンブック』2012秋号 - アルティメット3弾攻略号 | ポケモントレッタのコミカライズ。                                                                          |
| トランスフォーマー プライム 4コママンガ | 連載 | 『月刊コロコロコミック』2012年                                                          | トランスフォーマー プライムの記事に半年ほど掲載。カラー。                                                 |
| アニマルカイザー evolution              | 連載 | facebook                                                                                | 海外版。                                                                                                  |
| 小一おたよりステージ                    | 連載 | 小学館『小学一年生』2011年4月号 - 2014年3月号                                           | 毎年タイトルを改題している。                                                                              |
| 6年2組探偵俱楽部                        | 連載 | ベネッセ『進研ゼミ チャレンジ6年生 未来発見!BOOK』2013年4月号 - 8月号                   | |
| 超絶!!ナマケモンキー ひでよし           | 読切 | 小学館『別冊コロコロコミック』2013年4月号                                               | |
| トマト目玉                              | 読切 | 小学館『月刊コロコロコミック』2013年8月号                                               | |
| おっす!グレートアニマルカイザーゴッド   | 連載 | 小学館『てれびくん』2013年9月号 - 2014年5月号                                           | |
| おっす!グレートアニマルカイザービッガー | 連載 | 小学館『てれびくん』2014年6月号 - 2015年                                                | |
| オレカバトル オレカモンスターズ冒険烈伝 | 連載 | 小学館『別冊コロコロコミック』2013年10月号 - 2015年4月号                                | |
| 魔王だゼッ!! オレカバトル               | 連載 | 小学館『月刊コロコロコミック』2015年4月号 - 12月号                                      | |
| トレッタZやってみようガイド             | 読切 | 小学館 てれびくん増刊『ポケモントレッタ アルティメットZ1弾 完全攻略大全』               | |
| ポピィの願い                            | 読切 | 集英社『少年ジャンプ+』2016年2月18日配信                                                | 作画担当、原作：白井カイウ                                                                                |
| 約束のネバーランド                      | 連載 | 集英社『週刊少年ジャンプ』2016年35号 - 2020年28号                                       | 作画担当、原作：白井カイウ                                                                                |
| 心霊写真師 鴻野三郎                     | 読切 | 集英社『週刊少年ジャンプ』2020年36・37合併号                                            | 作画担当、原作：白井カイウ                                                                                |
| Dreams Come True                        | 読切 | 『約束のネバーランド』展覧会「連載完結記念 約束のネバーランド展」公開、2020年12月10日   | 作画担当、原作：白井カイウ - 『約束のネバーランド』完結後を描いた番外編                                   |
| We Were Born                            | 読切 | 集英社『週刊少年ジャンプ』2021年5・6合併号                                              | 作画担当、原作：白井カイウ - 『約束のネバーランド』の原点となった読み切り                                 |
| miroirs                                 | 3話  | 試し読みとして『少年ジャンプ＋』に一部先行公開                                          | 作画担当、原作：白井カイウ - ガブリエル・シャネルを描いた短編集。                                         |
| DC3                                     | 読切 | 集英社『週刊少年ジャンプ』2021年35号                                                    | 作画担当、原作：白井カイウ                                                                                |
| 魔老紳士ビーティー                      | 2話  | 集英社『ウルトラジャンプ』2021年11月号 集英社『JOJO magazine』2023 WINTER               | 作画担当、原案：荒木飛呂彦『魔少年ビーティー』、原作：西尾維新 - 『魔少年ビーティー』を原案とした読み切り |
| チキンサバイバー                        | 読切 | 集英社『少年ジャンプ＋』2022年8月12日                                                   | 作画担当、原作：梅津梅吉                                                                                  |
| 中の人                                  | 読切 | 集英社『少年ジャンプGIGA』2022年AUTUMN                                                  | 作画担当、原作：オクショウ                                                                                |
| BEYBLADE X                              | 連載 | 小学館『月刊コロコロコミック』2023年6月号別冊付録（プロローグ）、2023年7月号 - 連載中   | 作画担当、原作：河本ほむら・武野光 2023年7月号では別冊付録掲載                                            |
| 魔好青年ビーティー                      | 読切 | 集英社『JOJO magazine』2024 WINTER                                                      | 作画担当、原案：荒木飛呂彦『魔少年ビーティー』、原作：西尾維新 - 『魔少年ビーティー』を原案とした読み切り |

### その他
- 「ヤング・シャーロック・ホームズ」シリーズ（アンドリュー・レーン作、田村義進訳、静山社） - カバーイラスト
  - ヤング・シャーロック・ホームズ1 死の煙（2012年9月、ISBN 978-4-86389-192-0）
  - ヤング・シャーロック・ホームズ2 赤い吸血ヒル（2012年11月、ISBN 978-4-86389-199-9）
  - ヤング・シャーロック・ホームズ3 雪の罠（2013年11月、ISBN 978-4-86389-226-2）
- キルぐみ（竹内佑作、小学館ガガガ文庫、2013年 - 2014年、全3巻） - イラスト
- 出水ぽすかアートブック ポ〜ン（パイインターナショナル）ISBN 978-4-7562-4847-3
- LORD of VERMILION Re:3  - カードイラスト[15]
- 映画『DUNE/デューン 砂の惑星』描き下ろしイラスト寄稿（2021年9月[16]）
- 「リアルケイドロ」シリーズ（江橋よしのり著、佐々木成三原案・監修、ニリツ本文イラスト、2022年 - 、小学館ジュニア文庫、既刊1巻） - カバーイラスト、主要キャラクターデザイン
- テレビアニメ「機動戦士ガンダム 水星の魔女」 - 第7話エンドカードイラスト
- 『季刊エス』82号表紙イラスト[17] - 「廃墟・楽園・都市」がテーマのイラスト[17]
- ワンダーハッチ -空飛ぶ竜の島- - キャラクター原案・コンセプトアート
- テレビアニメ「BEYBLADE X」 - 原作（河本ほむら・武野光と共同）、キャラクター原案[18]
- ORE’N モンスターデザイナー・ライブペインティング[19]

そのほか複数のイラストなどを担当。

## 受賞歴
- 2012年、グリコ ポッキークリエイターズ イラスト部門優秀賞[21]
- 2016年、「漫道コバヤシ漫画大賞2016」期待の新連載賞　- 『約束のネバーランド』[22]
- 2017年、第3回次にくるマンガ大賞コミックス部門2位 - 『約束のネバーランド』[23]
- 2017年、宝島社『このマンガがすごい! 2018』オトコ版1位　- 『約束のネバーランド』
- 2017年（平成29年）度、第63回小学館漫画賞 受賞 - 『約束のネバーランド』[24]
- 2017年、「マンガ新聞大賞2017」大賞　- 『約束のネバーランド』[25]
- 2018年、「漫道コバヤシ漫画大賞2017」グランプリ　- 『約束のネバーランド』[26]

## インタビュー等
- 2015年9月、pixivision「出水ぽすか（ポ～ン）さんの創作の原点に迫る！独自の魅力を放つイラストのメイキング&インタビュー！」[27]
- 2016年、ワコム「タカラトミーWIXOSS×ワコム特別コラボ企画！イラストテクニック第120回/出水ぽすか」[28]
- 2017年2月、週プレNEWS 前編「話題の異色作『約束のネバーランド』著者が語る 「300ページの持込みからデビューまで」」[29]
- 2017年2月、週プレNEWS 後編「ジャンプらしくないと大反響！ 『約束のネバーランド』著者が「“約束”という言葉の意味がわかるまで打ち切りにならないように（笑）」」[30]
- 2018年1月、 このマンガがすごい!WEB 「【『このマンガがすごい！2018』オトコ編 堂々第1位!!】白井カイウ（原作）×出水ぽすか（作画）『約束のネバーランド』【インタビュー】「漫画家になろうと思ったことはない!?」　影響を受けた漫画家は、◯井先生!?　衝撃の事実続出、2人のまんが道!!!」[31]
- 2018年1月31日、フジテレビONEのバラエティ番組「漫道コバヤシ」#42　出演[32]

## その他
- 2016年12月「『出水ぽすかアートブック ポ〜ン』出版記念 出水ぽすか展」開催[33]